# Pavlína Vacínová
Pavlína Vacínová (* 24. April 1988) ist eine tschechische Unihockeyspielerin, welche beim Nationalliga-A-Verein UH Red Lions Frauenfeld unter Vertrag steht.

## Karriere
Von 2015 bis 2018 spielte Vacínová für Floorball Uri in der Nationalliga B. Nach drei Jahren wechselte Vacínová zu Unihockey Red Lions Frauenfeld in die Nationalliga A.
Zur Saison 2020/21 wurde sie an mit einer Doppellizenz an den Nationalliga-B-Verein UHC Waldkirch-St. Gallen ausgeliehen. Für die St. Galler lief Vacínová in lediglich zwei Partien auf und erzielte dabei einen Treffer in Verlängerung im Spiel gegen Unihockey Aergera Giffers. Aufgrund des Saisonunterbruchs in der Nationalliga B wechselte sie zurück zu Frauenfeld in die Nationalliga A.